# Hydlide
Hydlide (ハイドライド?) è un videogioco di ruolo sviluppato e pubblicato nel 1984 da T&E Soft per NEC PC-8801. Creato da Tokihiro Naitō, è considerato uno dei primi action RPG pubblicati in Giappone. Il gioco è stato convertito per numerose piattaforme tra cui Sharp X1, FM-7, MSX e Nintendo Entertainment System, distribuita in Giappone con il titolo di Hydlide Special (ハイドライド・スペシャル?). Ha inoltre ricevuto due seguiti, Hydlide II (1985) e Hydlide 3 (1987), e un remake per Sega Saturn pubblicato nel 1995 da SEGA come Virtual Hydlide (ヴァーチャル ハイドライド?).
In Giappone Hydlide ha venduto oltre un milione di copie, introducendo alcune meccaniche di gioco che sono state riprese da altri videogiochi successivi.